# Ferdinand Bjerke
Ole Jacob Ferdinand Bjerke, född 20 juni 1874 i Kristiania, död där 25 juni 1946, var en norsk ingenjör.
Bjerke, som var son till fabriksägare Conrad Magnus Herman Bjerke och Charlotte Henriette Jacobsen, avlade examen vid Kristiania tekniske skole 1893. Han var ingenjör vid Norges statsbaners järnvägsbyggnader 1893–1913, överingenjör 1913–1918, byggledare och direktör för Glomfjord Smelteverk 1918–1921, anställd på en privat ingenjörsbyrå i Oslo 1921–1927 och överingenjör vid järnvägsbyggnaden Ankara–Eregli i Turkiet från 1927. Han vann första pris i en internationell tävling om Bergens järnvägsstation 1900, högsta pris i en  internationell tävling om Drammens nya stadsbro 1925. Han bedrev studier i Tyskland, Schweiz och Österrike 1904 och 1910. Han skrev stipendieberättelserna Østerrikiske Alpebaner (1907) och Bergbaner – elektriske adhesjons- og kabelbaner (1910). Han blev departementalt utnämnd 1909 för anläggningen Flåmsbanan, var medlem av fasta tekniska skiljenämnden i Trondheim från 1914 samt censor i väg- och järnvägsbyggnad vid Norges tekniske høgskole 1914–1917.